# Pandanus dyeri
Pandanus dyeri là một loài thực vật có hoa trong họ Dứa dại. Loài này được Sander miêu tả khoa học đầu tiên năm 1892.